# Heidemarie Stefanyshyn-Piper
Heidemarie Martha Stefanyshyn-Piper, född 7 februari 1963 i Saint Paul, Minnesota, var en amerikansk astronaut uttagen i astronautgrupp 16 den 5 december 1996. Hon återgick i juli 2009 till sin tidigare tjänst som officer vid amerikanska flottan.

## Rymdfärder
- Atlantis – STS-115 i september 2006 där hon utförde två rymdpromenader.
- Endeavour – STS-126 i november 2008 där hon utförde och var ledare för tre rymdpromenader. Hon blev under detta uppdrag historiens första kvinnliga ledare under en rymdpromenad. En väska med dyrbar utrustning förlorades under den första promenaden, se STS-126 dag 5. Väskan brann upp i atmosfären den 3 augusti 2009 flera månader efter att den förlorades.[1]